# Listă de localități din provincia Ontario

Provincia Ontario, Canada

## A
| - Aberdeen, Grey County - Aberdeen, Prescott and Russell County - Aberfeldy - Aberfoyle - Abingdon - Abitibi - Abitibi Canyon - Aboyne - Acanthus - Achill - Achray - Actinolite - Acton - Actons Corners - Adamsdale - Adamsville - Adanac, Nipissing District - Adanac, Parry Sound District - Addington - Addison - Adelaide-Metcalfe - Adelard - Adolphustown - Advance - Agawa Bay - Agerton - Agincourt - Ahmic Harbour - Ahmic Lake - Aikensville - Ailsa Craig - Airlie - Ajax | - Alban - Albert - Alberton - Albion - Albuna - Albury - Alcona - Alder - Alderdale - Aldershot - Alderslea - Alderville - Aldreds Beach - Alexandria - Alfred - Algoma Mills - Algonquin - Alice - Allan Mills - Allan Park - Allan Water - Allanburg - Allans Corners - Allen - Allenford - Allens Corner - Allensville - Allenwood - Allenwood Beach - Allimil - Allisonville - Alliston - Alloa - Alma - Almira | - Almonte - Alport - Alsace - Alsfeldt - Althorpe - Alton - Altona - Alvanley - Alvinston - Amaranth - Amaranth Station - Amberley - Ameliasburgh - Ameliasburgh Township - Amesdale - Amherstburg - Amherst Pointe - Amigo Beach - Amyot - Amherstview - Ancaster - Anderson - Andrewsville - Angus - Angus Glen - Annable - Ansnorveldt - Ansonville - Anten Mills - Antrim - Appleby Corner - Apple Hill - Apsley - Ardbeg - Arden - Ardendale - Ardoch - Ardtrea - Ariss |

## B
| - Babys Point - Baddow - Baden - Badenoch - Badger's Corners - Badjeros - Bagnall - Baie Du Dore - Bailey Corners - Bailieboro - Bainsville - Bairds - Bala - Balderson - Ballantrae - Ballinafad - Ballycanoe - Ballycroy - Ballyduff - Ballymote - Balmertown - Balmy Beach - Balsam Creek - Balsam Hill - Baltimore - Bamberg - Bancroft - Banda - Banner - Bannockburn - Baptiste - Barb - Bardsville - Barhead - Barlochan - Barrie - Barriefield - Bar River - Barry's Bay - Barrymere - Barwick - Basingstoke - Bass Creek - Batawa - Batchawana Bay - Bath | - Bathurst - Batteaux - Battersea - Baxter - Bayfield - Bayfield Inlet - Bayham - Bayside - Baysville - Bayview Park - Beachburg - Beachville - Bealton - Beamsville - Beardmore - Bearskin Lake - Beatrice - Beaumaris - Beaverdale - Beaver Lake - Beaver Meadow - Beaverton - Beckwith - Beeton - Bélanger - Belangers Corners - Belgrave - Belfountain - Bell Ewart - Bellamys - Bellamys Mill - Bell Rapids - Belle-Eau-Claire Beach - Belle River - Belleville - Bell's Corners - Bells Crossing - Belmont - Belmore - Belton - Belwood - Benallen - Benmiller - Bennington - Bent River - Bentinck | - Bentpath - Bergland - Berkeley - Berriedale - Berryton - Berwick - Bethany - Bethel, Elizabethtown-Kitley - Bethel, Kawartha Lakes - Bethel, Port Colborne - Bethel, Prince Edward - Beveridge Locks - Beverly Hills - Bewdley - Bickford - Biddulph - Bidwell - Big Bay - Big Cedar - Big Chute - Big Lake - Big Trout Lake - Bigwood - Bill's Corners - Billings - Birdell - Birdsalls - Birds Creek - Birge Mills - Birkendale - Birr - Biscotasing - Bishopsgate - Bishop Corners - Bismarck - Bisseltown - Bisset Creek - Blackburn Hamlet - Black Hawk - Blacks Corners, Dufferin County - Blacks Corners, Lanark County - Black Rapids - Blackstock - Blackstone Lake - Blackwater - Blairton | - Blanchard's Landing - Blayney - Blenheim - Blezard Valley - Blind River - Bloomfield - Bloomington - Bloomsburg - Blossom Park - Blount, Cochrane District, Ontario - Blount, Dufferin County, Ontario - Blue - Blue Church - Blue Corners - Blue Mountain - Blue Springs, Halton Region - Blue Springs, Wellington County - Blue Water Beach - Blyth - Blytheswood - Bobcaygeon - Bogarttown - Bolton - Bona Vista - Bonarlaw - Bond Head - Bonfield - Boninville - Bonville - Booth's Harbour - Boothville - Borden - Bordenwood - Boston - Bothwell - Bourget - Bowland's Bay - Bowling Green, Dufferin County - Bowling Green, Chatham-Kent - Bowmanville - Bowser's Corner - Box Grove - Boyds - Boyne, Halton Region - Boyne, Parry Sound District | - Bracebridge - Brackenrig - Bradford - Bradshaw - Braemar - Braeside - Brampton - Brant - Brantford - Bray Lake - Brechin - Brent - Brentwood - Bridgenorth - Brier Hill - Brighton - Brights Grove - Brightside - Britainville - Britannia - Britt - Broadbent - Brockville - Bromley - Brooklin - Brooksdale - Brooks Landing - Brougham - Brown's Corners - Brownsville - Brucedale - Bruce Mines - Bruce Station - Brussels - Bryanston - Buckhorn - Bulgers Corners - Bullock - Bummer's Roost - Bunessan - Burford - Burgessville - Burgoyne - Burk's Falls - Burlington - Burnbrae - Burnley - Burnstown - Burnt River - Burpee - Burton - Burwash - Bury's Green - Butternut Bay - Buttonville - Byng Inlet |

## C
| - Cache Bay - Cachet - Caderette - Cadmus - Caesarea - Cahore - Cainsville - Caintown - Cairngorm - Cairo - Caistor Centre - Caistorville - Calabogie - Caledon - Caledon East - Caledonia - Caledonia Springs - California, Lanark County - California, Leeds and Grenville United Counties - Caliper Lake - Callander - Callum - Calm Lake - Calstock - Calton - Camborne - Cambray - Cambridge, Prescott and Russell United Counties - Cambridge, Waterloo Regional Municipality - Camden - Camden East - Camilla - Camlachie - Campania - Campden - Campbellcroft - Campbellford - Campbelltown - Campbellville - Camp Oconto - Canal - Canborough - Canfield - Cannington - Capreol - Caramat - Cardiff - Cardinal - Cardwell - Cargill - Carholme - Carleton Place - Carling - Carlingford - Carlington - Carlisle - Carlow - Carlsbad Springs - Carlsruhe - Carmel, Northumberland County - Carmel, Peterborough County - Carp - Carrying Place - Carss | - Cartier - Cashtown Corners - Casimir - Cassburn - Casselman - Castlederg - Castleford - Castlemore - Castleton - Cat Lake - Cataraqui - Cathcart - Caverlys Landing - Cayuga - Cavan-Monaghan - Cecebe - Cedarbrae - Cedar Beach - Cedar Croft - Cedardale - Cedar Grove - Cedar Meadows - Cedar Mills - Cedar Valley, Peterborough County - Cedar Valley, Wellington County - Cedar Village - Cedarville, Grey County - Cedarville, Simcoe County - Central Patricia - Centralia - Centre Dummer - Centrefield - Centre Inn - Centre Wellington - Centreton - Centreview - Centreville, Bruce County - Centreville, Grey County - Centreville, Lennox and Addington County - Centreville, Oxford County - Centreville, Waterloo Regional Municipality - Centurion - Ceylon - Chaffey's Lock - Chalk River - Chapleau - Charlieville - Charlottenburgh - Chartrand Corner - Chase Corners - Chatham-Kent - Chatsworth - Cheddar - Cheeseborough - Chelmsford - Cheltenham - Cheney - Chepstow - Cherry Valley - Chesley - Chesterville - Chetwynd - Chevrier - Chikopi | - Chippewa Hill - Chippewas of Georgina Island First Nation - Chippewas of Rama First Nation - Christian Valley - Churchill - Churchville - Chute-à-Blondeau - Clappisons Corners - Clare - Claremont - Clarence - Clarence Creek - Clarence-Rockland - Clarendon Station - Clareview - Clarina - Clarington - Claireville - Clarke - Clarkeburg - Clarkson - Clavering - Clayton - Clear Creek - Clear Lake - Clearview - Clifford - Clinton - Clontarf - Clover Valley - Cloyne - Clyde - Clyde Forks - Clydesville - Cobalt - Cobden - Coboconk - Cobourg - Cochrane - Cockburn Island - Coe Hill - Coin Gratton - Colbeck - Colborne - Colchester - Cold Springs - Coldstream - Coldwater - Colebrook - Cole Lake - Coleraine - Coleridge - Colgan - Collingwood - Collins Bay - Colpoy's Bay - Columbus - Comber - Combermere - Commanda - Concord - Coniston - Conn - Connaught, Renfrew County | - Connaught, Stormont, Dundas and Glengarry United Counties - Connaught, Timmins - Connellys - Conover - Constance Bay - Conway - Cooks Mills, Niagara Region - Cooks Mills, Nipissing District - Cook's Shore - Cookstown - Cooksville - Copper - Cooper's Falls - Copetown - Coppell - Copper Cliff - Copperhead - Copperkettle - Coppins Corners - Coral - Corbeil - Corbett - Corbetton - Corbyville - Cordova - Corkery - Cornell - Cornwall - Corunna - Cotieville - Cotnam Island - Cottesloe - Courtice - Courtland - Courtright - Craigleith - Craigmont - Craig Shore - Cramahe - Crathie - Crawford - Crean Hill - Crediton - Creemore - Creightons Corners - Creighton Mine - Cromarty - Crombie - Crooked Bay - Crookston - Crooked Creek - Crosby - Crosshill - Crowes Landing - Crow Lake - Croydon - Cruikshank - Crysler - Crystal Beach - Crystal Falls - Cumberland Beach - Cumberland, Ottawa - Cumberland, Simcoe County - Curran |

## D
| - Dacre - Dain City - Dale - Dalhousie Lake - Dalhousie Mills - Dalkeith - Dalmeny - Dalrymple - Dalston - Dalton - Damascus - Dane - Darlingside - Dartford - Dashwood - Davis Mills - Dawn-Euphemia - Dawson - Dawn Valley - Dee Bank - Deep River - Deer Lake - Dejong - Delamere - Delaware - Delhi | - Delta - Deloro - Denbigh - Den-Lou - Depot Harbour - Dereham Centre - Derland - Derryville - Desbarats - Desboro - Deseronto - Deux Rivières - Dexter - Dickie One - Dickie Two - Dickson Hill - Dillon - Dinner Point Depot - Dinorwic - Dixie - Dixon's Corners - Dobbinton - Doe Lake - Dokis - Dominionville - Domville | - Dongola - Don Mills - Donwood - Dorchester - Dorion - Dorking - Dornoch - Dorset - Douglas - Douro - Douro-Dummer - Dowling - Downeyville - Dracon - Drayton - Dresden - Driftwood - Dormore - Drummond Centre - Drummond/North Elmsley - Dryden - Dryden's Corner - Dublin - Dubreuilville - Duclos Point - Duck Lake | - Dudley - Dufferin Bridge - Duffy - Dulcemaine - Dunblanc - Dunchurch - Dundalk - Dundas - Dundonald - Dunedin - Dugannon - Dunkeld - Dunnet's Corner - Dunnette Landing - Dunns Valley - Dunnville - Dunsford - Duntroon - Durham - Duthill - Dutton - Dutton/Dunwich - Dunvegan - Dwight - Dyer - Dymond - Dysart et al. |

## E
| - Eabametoong First Nation - Eades - Eads Bush - Eady - Eagle - Eagle Lake, Haliburton County - Eagle Lake, Parry Sound District - Eagle River - Eagles Nest - Ear Falls - Earlton - Earnscliffe - East Colborne - East Emily - East Gwillimbury - East Hungerford - East Linton - East Luther-Grand Valley - East Oakland - East Oro - East Oxford - East Tay Point - East York - Eastons Corners - Eastview - Eastwood - Eatonville - Eau Claire - Eau Claire Station | - Ebbs Shore - Ebenezer, Hastings County, - Ebenezer, Leeds and Grenville United Counties - Ebenezer, Peel Regional Municipality - Ebenezer, Simcoe County - Eberts - Ebordale - Echo - Echo Bay - Eden - Eden Grove, Leeds and Grenville United Counties - Eden Grove, Bruce County - Eden Mills - Edenhurst - Edenvale - Edgar - Edgars - Edge Hill - Edgeley - Edgewater Beach - Edgewater Park - Edmore Beach - Edville - Edwards - Edys Mills - Effingham - Egan Creek - Eganville | - Egbert - Egerton - Egmondville - Elba - Eldorado - Elgin - Elizabeth Bay - Elizabethtown - Elizabethville - Elk Lake - Ellengowan - Elliot Lake - Ellisville - Elmgrove - Elmira - Elm Pine Trail - Elm Tree - Elmvale - Elmwood, Frontenac County - Elmwood, Grey County - Eloida - Elora - Elphin - Elsinore - Elzevir - Embro - Embrun - Emerald - Emery - Emo | - Emsdale - Englehart - English Line - English River - Enniskillen - Ennismore Township - Ennotville - Enterprise - Eramosa - Erin - Erin Mills - Erindale - Erinsville - Ernestown - Escott - Espanola - Essa - Essex - Essonville - Estaire - Etobicoke - Etwell - Eugenia - Evansville - Eversley - Everton - Exeter |

## F
| - Fair Valley - Fairfax - Fairfield - Fairfield East - Fairfield Plain - Fairground - Fairholme - Fairmount, Frontenac County - Fairmount, Grey County - Fairplay - Fairview, Renfrew County - Fairview, Elgin County - Fairview, Oxford County - Fairview, Renfrew County - Falconbridge, Middlesex County - Falconbridge, Greater Sudbury - Falding - Falkenburg Station - Falkland - Fallbrook - Fallowfield - Fanshawe - Fanshawe Lake - Faraday - Farewell - Farleys Corners | - Farmington - Farnham - Farquhar - Farrell Corners - Fassifern - Fauquier-Strickland - Fawcettville - Fawkham - Featherstone - Featherstone Point - Feir Mill - Feldspar - Felton - Fenaghvale - Fenella - Fenelon Falls - Fenwick - Fergus - Ferguslea - Ferguson Corners - Ferguson Falls - Fergusons Beach - Fermoy - Fesserton - Feversham | - Field - Fife's Bay - Finch - Fingal - Fishers Glen - Fisherville - Fitzroy Harbour - Five Corners - Five Mile Bay - Flamborough - Flanders - Flesherton - Flinton - Flinton Corners - Floradale - Florence - Flower Station - Foleyet - Folger - Fonthill - Fordwich - Forest - Forest Lea - Forget - Fort Albany | - Fort Erie - Fort Frances - Forthton - Fort Irwin - Fort Severn - Fowlers Corners - Fox Corners - Foxey - Foymount - Frankford - Franktown - Frankville - Franz - Fraserdale - Fraserville - Fraxa - Freeman Corners - Fremo Corners - French Line - Froatburn - Frogmore - Fullarton - Fuller - Fulton |

## G
| - Gads Hill - Gagnon - Galbraith - Galesburg - Galetta - Gallimere Beach - Galingertown - Galts Corner - Gambridge - Gamebridge Beach - Gameland - Gananoque - Gananoque Junction - Gannon Village - Garden River - Gardiner - Garson - Georgetown - Georgian Heights - Georgian Highlands - Georgian Inlet - Georgian Sands Beach - Geraldton - German Mills - Gilbertville - Gibraltar - Gibson | - Gilchrist Bay - Gildale - Gilford - Gillies Hill - Gilmour - Glanmire - Glascott - Glasgow - Glastonbury - Glen - Glen Buell - Glenburn - Glenburnie - Glen Cross - Glenfield - Glen Huron - Glencairn - Glencoe - Glenelg Centre - Glen Major - Glen Nevis - Glen Oak - Glenora - Glenpayne - Glen Robertson - Glenshee - Glenview - Glenville | - Glen Williams - Gloucester - Goderich - Godfrey - Gogama - Golden Lake - Goldfield - Gooderham - Gordon - Gore Bay - Gores Landing - Gormley - Gorrie - Goshen - Gotham - Goulais River - Gouldbourn - Government Road - Gowanstown - Gowganda - Grafton - Grand Bend - Grand Desert - Granger - Grant - Granthurst - Graphite - Grasmere | - Gratan - Gravel Hill - Gravenhurst - Gray's Beach - Greely - Greenbush - Green's Corners - Green Lane - Greenfield - Greenock - Green River - Green Valley - Greenview - Greensborough - Greenstone - Greensville - Greenway - Greenwood, Durham Regional Municipality - Greenwood, Huron County - Greenwood, Renfrew County - Grimsby - Grimsthorpe - Grimston - Gros Cap - Guelph - Guelph/Eramosa - Guerin - The Gully |

## H
| - Habermehl - Haddo - Hagar - Hagarty - Hagermans Corners - Hagersville - Hagey - Hagles Corners - Haileybury - Haines Lake - Hainsville - Haldane Hill - Haldimand - Haley Station - Halfway - Halfway House Corners - Halfway Point - Haliburton - Hallebourg - Hallecks - Hallowell - Hall's Glen - Halls Mills - Halpenny - Halsteads Bay - Halton Hills - Hamilton - Hammertown - Hammond - Hampden - Hampshire Mills - Hampton | - Hanmer - Hannon - Hanover - Happy Hollow - Happy Landing - Happy Valley, Greater Sudbury - Happy Valley, York Regional Municipality - Harburn - Harcourt - Hardwood Lake - Harkaway - Harley - Harlock - Harlowe - Harrington - Harrington West - Harriston - Harrow - Harrowsmith - Hartfell - Harwood - Hastings - Hatchley - Havelock - Hawkes - Hawkesbury - Hawkestone - Hawkesville - Hawkins Corner - Hawk Junction | - Hay's Shore - Hazeldean - Hazzards Corners - Head Lake - Hearst - Heathcote - Heckston - Heidelberg - Hemlock - Henderson - Henrys Corners - Hensall - Hempstock Mill - Hepworth - Hereward - Heritage Park - Heron Bay - Herron's Mills - Heyden - Hiam - Hidden Valley - Highland Grove - Hillcrest - Hillsburgh - Hillsdale - Hilly Grove - Hilton - Hilton Beach - Hockley - Hodgson - Hogg - Holford - Holland | - Holland Centre - Holland Landing - Holleford - Holly Park - Holmesville - Holstein - Honey Harbour - Honeywood - Hood - Hope - Hopetown - Hopeville - Hornby - Hornepayne - Horning's Mills - Hotham - Hotspur - Howdenvale - Howick - Huckabones Corner - Hudon - Huffs Corners - Hughes - Hungry Hollow - Huntsville - Hurdville - Hurkett - Hutton - Hybla - Hydro Glen |

## I
| - Ice Lake - Ida - Ida Hill - Ignace - Ilderton - Ilfracombe - Indian River - Indiana - Ingersoll - Ingle | - Ingleside - Inglewood - Inglis Falls - Ingoldsby - Ingolf - Inholmes - Inkerman - Inkerman Station - Innerkip - Innisfil | - Innisville - Inverary - Inverhuron - Invermay - Inverness Lodge - Iona - Iona Station - Irish Lake - Iron Bridge - Irondale | - Ironsides - Iroquois - Iroquois Falls - Island Grove - Islington - Islington - Ivanhoe - Iverhaugh - Ivy - Ivy Lea |

## J
| - Jackfish - Jack Lake, Peterborough County - Jack Lake, Simcoe County - Jackson - Jacksonburg - Jackson's Point - Jaffa - Jaffray Melick - Jamestown - James Bay - Jamot - Janetville | - Jarratt - Jarvis - Jasper - Jeannette - Jeannettes Creek - Jefferson - Jellicoe - Jellyby - Jericho - Jermyn - Jerseyville - Jessopville - Jessups Falls - Jevins - Jewellville - Jocelyn | - Jockvale - Joes Lake - Jogues - Johnsons Ferry - Johnston Corners - Johnstown, Hastings County - Johnstown, Leeds and Grenville United Counties - Jones - Jones Falls | - Jordan - Jordan Harbour - Jordan Station - Josephburg - Joyceville - Joyland Beach - Joyvista Estates - Juddhaven - Judgeville - Junetown - Juniper Island - Jura |

## K
| - Kaboni - Kagawong - Kakabeka Falls - Kaladar - Kaministiquia - Kanata - Kapuskasing - Karalash Corners - Kars - Kashabowie - Kaszuby - Kathmae Siding - Katimavik - Katrine - Kawartha Hideway - Kawartha Park - Kawene | - Keady - Kearney - Kearns - Kedron - Keelerville, Frontenac County - Keenansville - Keene - Keewatin - Keldon - Keller Bridge - Kellys Corner - Kemble - Kemptville - Kenabeek - Kennaway - Kennedys - Kenora - Kent Bridge - Kentvale | - Kerwood - Keswick - Kettleby - Kettle Point 44 - Keward - Keyser - Khartum - Kilgorie - Killaloe - Killarney - Killbear Park - Kilsyth - Kilworthy - Kimball - Kimberley - Kinburn - Kincardine - Kinmount - King City - King Creek - Kinghorn | - Kinghurst - Kingsbridge - Kingscote - Kingston - Kingsville - Kingwood - Kinsale - Kintail - Kintore - Kiosk - Kirby - Kirk Cove - Kirkfield - Kirkhill - Kirkland Lake - Kitchener - Kleinburg - Knight's Corners - Komoka - Kormak |

## L
| - L'Amable - L'Ange-Gardien - L'Orignal - La Passe - La Renouche - La Rue Mills - La Salette - La Vallee - Lac-Sainte-Thérèse - Lac La Croix - Lac Seul - Laclu - Lady Bank - Ladysmith - Lafontaine - Lafontaine Beach - Laggan - Lagoon City - Laird - Lake Bernard - Lake Charles - Lake Clear - Lake Dalrymple - Lake Dore - Lake Helen - Lake Huron Highland - Lake Joseph - Lake Morningstar - Lake On The Mountain - Lake Opinicon - Lake Rosalind - Lake St. Peter - Lake Traverse - Lake Valley Grove - Lakefield - Lakehurst - Lakelet - Lakeport | - Lakeshore - Lakeside - Lambeth, Middlesex County - Lambeth, Oxford County - Lambton Shores - Lamlash - Lammermoor - Lanark - Lancaster - Lancelot - Landerkin - Langford - Langstaff - Langton - Lansdowne - Larder Lake - LaSalle - Laskay - Latchford - Laurel - Laurel Station - Lauriston - Lavant - Layton - Leamington - Leaside - Leaskdale - Leeburn - Leeds - Lefaivre - Lefroy - Legacy - Legatt - Legge - Lehighs Corners - Leith - Leitrim - Lemieux - Letterbreen - Levack - Lewisham - Lighthouse Beach | - Lillies - Lily Oak - Limehouse - Limerick - Limoges - Lincoln - Linden Bank - Lindenwood - Lindsay - Links Mills - Linton - Linwood - Lion's Head - Lisle - Listowel - Little Britain - Little Current - Little Germany, Grey County - Little Germany, Northumberland County - Little Longlac - Little Rapids - Lively - Living Springs - Lloyd - Lloydtown - Lobo - Lochalsh, Algoma District - Lochalsh, Huron County - Lochwinnoch - Lockerby - Locksley - Logan - Lombardy - Londesborough - London - Long Bay - Long Beach, Kawartha Lakes | - Long Beach, Niagara Regional Municipality - Long Branch - Long Lake, Frontenac County - Long Lake, Thunder Bay District - Longlac - Longford Mills - Long Point - Long Sault - Longwood - Lords Mills - Lorimer Lake - Lorne Park - Lorneville - Lorraine - Lorreto - Lost Channel, Hastings County - Lost Channel, Parry Sound District - Louise - Lowbanks - Low Bush River - Lower Stafford - Lowther - Lucan - Lucas - Lucknow - Ludgate - Lueck Mill - Luton - Lyn - Lyndale - Lynden - Lyndhurst - Lynedoch - Lynhurst - Lynnville - Lyons |

## M
| - M'Chigeeng - Mabee's Corners - Macdiarmid - MacDonald Bay - MacDonald Grove - MacDuff - Macey Bay - MacGillivrays Bridge - Mackenzie - MacKenzie Point - Mackey - Mackey Siding - Macksville - MacLarens Landing - MacTier - Macton - Macville - Madawaska - Madigans - Madoc - Madsen - Magnetawan - Maguire - Maidstone - Maitland, Huron County - Maitland, United Counties of Leeds and Grenville - Malahide - Malakoff - Malcolm - Mallorytown - Malone - Malton - Manbert - Manchester - Manhard - Manilla - Manions Corners - Manitou Dock - Manitouwadge - Manitowaning - Mannheim - Manotick - Mansewood - Mansfield, Dufferin County | - Manvers Township - Maple - Maple Beach - Maple Grove - Maple Hill, Bruce County - Maple Hill, Frontenac County - Maple Hill, York Regional Municipality - Maple Island - Maple Lane - Maple Leaf - Mapleton - Maple Valley, Clearview - Maple Valley, Severn - Maplewood - Marathon - Marble Bluff - Marden - Marlbank - Mariposa - Mariposa Beach - Markdale - Markham - Markstay - Marmion - Marmora and Lake - Marmora - Marmora Station - Marsh Hill - Marsville - Marten River - Martins - Martins Corner - Martintown - Marionville - Maryhill - Marrysville - Massanoga - Massey - Massie - Matachewan - Mathers Corners | - Mattagami First Nation - Mattawa - Mattawan - Mattice - Maxville - Maxwell, Grey County - Maxwell, Hastings County - Maxwells - Mayfield West - Mayhew - Mayhews Landing - Maynard - Maynooth - Maynooth Station - McAlpine Corners - McCann's Shore - McCarleys Corners - McConkey - McCormick - McCrackens Landing - McCrae - McCreary's Shore - McCrimmon - McCulloughs Landing - McDougall - McGarry - McGarry Flats - McGinnis Creek - McGrath - McGregor - McGuires Settlement - McIntosh, Bruce County - McIntosh, Kenora District - McIntyre, Grey County - McIntyre, Lennox and Addington County | - McIvor - McKellar - McKerrow - McKillop - McLean - McLeansville - McMillans Corners - McNaughton Shore - McRoberts Corner - Meaford - Meadowvale - Medina - Melancthon - Melbourne - Meldrum Bay - Melissa - Menie - Merlin - Merrickville - Metcalfe - Meyersburg - Michipicoten - Micksburg - Middleport - Middleville - Midhurst - Midland - Mildmay - Milford - Milford Bay - Millbank - Miller Lake - Millhaven - Milliken - Milnet - Milton - Milverton - Mimico - Minaki - Mindemoya - Minden - Mine Centre - Minesing - Minett | - Minto - Mishkeegogamang First Nation - Missanabie - Mississauga - Mississippi Station - Mitchell - Mitchell's Bay - Mitchell's Corners - Mitchellville - Moffat - Moira - Monck - Monetville - Monkland - Monkton - Mono - Mono Mills - Monteagle - Monteith - Monticello - Monument Corner - Moonbeam - Moonstone - Moorefield - Mooresburg - Moores Lake - Mooretown - Moose Creek - Moose Factory - Moosonee - Moray - Morganston - Morrisburg - Morson - Morrison Landing - Mortimer's Point - Morven - Mosborough - Moscow - Mossley - Mountain - Mountain Grove - Mountain View Beach - Mount Albert - Mount Brydges - Mount Carmel - Mount Elgin - Mount Forest - Mount Hope, Bruce County - Mount Hope, Hamilton | - Mount Joy - Mount Julian - Mount Pleasant, Brampton - Mount Pleasant, Brant County - Mount Pleasant, Grey County - Mount Pleasant, Hastings County - Mount Pleasant, Lennox and Addington County - Mount Pleasant, Perth County - Mount Pleasant, Peterborough County - Mount Pleasant, York Regional Municipality - Mount Salem - Mount St. Patrick - Muncey - Mullifarry - Mulmur - Mulock - Muncey - Munster - Murchison - Murillo - Musclow - Muskoka - Muskoka Lodge - Musselman Lake - Myers Cave - Myrtle - Myrtle Station |

## N
| - Nairn, Middlesex County - Nairn Centre - Naiscoot - Nakina - Nanticoke - Nantyr - Nantyr Park - Napanee - Naphan - Napier - Napperton - Nares Inlet - Narrows - Narva - Nashville - Nation Valley - Naughton - Navan - Nayausheeng - Nelles Corners - Nellie Lake - Nemegos - Nenagh - Nepean - Nephton - Neskantaga First Nation | - Nestleton - Nestleton Station - Nesterville - Nestor Falls - Netherby - Neustadt - Newbliss - Newboro - Newburgh - New Canaan - New Carlow - New Credit - New Dublin - New Dundee - New Glasgow - New Hamburg - New Liskeard - New Lowell - New Prussia - New Sarum - New Scotland, Chatham-Kent | - New Scotland, Regional Municipality of York - New Toronto - New Wexford - Newburgh - Newcastle - Newholm - Newington - Newmarket - Newtonville - Niagara Falls - Niagara-on-the-Lake - Nibinamik First Nation - Nicholsons Point - Nile - Nipigon - Niweme - Nixon - Nobel - Nobleton - Noëlville - Norham - Norland - Norman - Normandale - North Augusta | - North Bay - Northbrook - Northcote - North Gower - North Grenville - North Hall - North Lancaster - North Monaghan - North Monetville - North Perry - Northport - North Seguin - Northville - Norval - Norvern Shores - Norwich - Norwood - Nosbonsing - Notre-Dame-des-Champs - Nottawa - Novar |

## O
| - O'Briens Landing - O'Connell - O'Donnell Landing - O'Grady Settlement - O'Reilly's Bridge - Oak Flats - Oak Heights - Oak Lake - Oak Lake, Peterborough County - Oak Leaf - Oak Ridges - Oak Shores Estates - Oak Valley - Oakdale - Oakdene Point - Oakgrove - Oakhill Forest - Oakland, Brant County - Oakland, Essex County | - Oaklawn Beach - Oakville - Oakwood - Oba - Ochiichagwe'Babigo'Ining - Oconto - Odenback - Odessa - Off Lake Corner - Ogden's Beach - Ogoki - Ohsweken - Oil City - Oil Springs - Ojibway Island - Ojibways of Hiawatha First Nation - Old Cut - Old Fort - Old Killaloe - Old Spring Bay | - Old Stittsville - Old Woman's River - Oldcastle - Oldfield - Olinda - Oliphant - Oliver, Essex County - Oliver, Middlesex County - Olivet - Omagh - Omemee - Ompah - Onaping - Onaping Falls - Onondaga - Onyotaa:ka First Nation - Opasatika - Opeongo - Ophir - Orange Corners - Orangeville - Oranmore | - Orchard Point - Orchardville - Orillia - Orléans - Ormsby - Oro Station - Oro-Medonte - Orono - Orton - Osaca - Osborne - Osceola - Osgoode - Oshawa - Oso - Osprey - Otonabee-South Monaghan - Ottawa - Otter Creek - Otterville - Ouellette - Oustic - Outlet - Owen Sound - Oxenden - Oxford - Oxford Mills |

## P
| - Paget - Pagwa River - Paincourt - Painswick - Paisley - Pakenham - Pakesley - Palermo - Palgrave - Palm Beach - Palmer Rapids - Palmerston - Paradise Lake - Parham - Paris - Parkdale - Parkersville - Parkhill - Park Head - Parry Sound - Pass Lake - Paudash - Payne - Peabody - Pearceley - Pearl - Pearl Lake - Peawanuck - Peppabaun - Pefferlaw - Pelham - Pembroke - Pendleton - Penetanguishene - Pentland Corners | - Perivale - Perkinsfield - Perm - Perrins Corners - Perth - Perth Road Village - Petawawa - Pethericks Corners - Peterborough - Petrolia - Pevensey - Phelpston - Piccadilly - Pickerel Lake - Pickering - Pickle Crow - Pickle Lake - Picton - Pikwakanagan First Nation - Pinedale - Pine Grove - Pine Valley - Pinewood - Plainville - Plantagenet - Pleasant Corners - Pleasant Valley - Pleasant View - Plevna | - Plummer Additional - Point Abino - Point Edward - Pointe Fortune - Pointe au Baril - Poland - Pomona - Ponsonby - Pontypool - Pooles Resort - Poplar - Poplar Dale - Porcupine - Port Albert - Port Anson - Port Bolster - Port Britain - Port Bruce - Port Burwell - Port Carling - Port Carmen - Port Colborne - Port Credit - Port Cunnington - Port Davidson - Port Dover - Port Elgin - Port Elmsley - Porter's Hill - Port Hope - Port Granby - Port Law | - Port McNicoll - Port Perry - Port Rowan - Port Ryerse - Port Severn - Port Stanley - Port Sydney - Portland - Pottageville - Potters Landing - Powassan - Powells Corners - Precious Corners - Preneveau - Prescott - Preston - Prestonvale - Priceville - Primrose - Princeton - Prospect - Proton Station - Providence Bay - Punkeydoodles Corners - Purdy - Purple Hill - Purple Valley - Purpleville - Pusey |

## Q
| - Quabbin - Quaideville - Quantztown | - Quarindale - Queens Line - Queensborough | - Queensgate - Queenston - Queensville | - Queenswood Heights - Quibell - Quinn - Quinn Settlement |

## R
| - Radiant - Ragged Rapids - Raglan, Chatham-Kent - Raglan, Durham Regional Municipality - Railton - Rainham Centre - Rainy River - Raith - Rama - Ramara - Ramore - Ramsayville - Ramsey - Randall - Randwick - Ranelagh - Ranger Lake - Rankin, Nipissing District - Rankin, Renfrew County - Rannoch - Rathburn - Ratho - Rattlesnake Harbour | - Ratzburg - Ravenna - Ravenscliffe - Ravenshore - Ravensview - Ravenswood - Ravensworth - Raymond - Raymonds Corners - Rayside - Rayside-Balfour - Reaboro - Read - Reading - Redan - Red Bay - Red Cap Beach - Redickville - Redwood - Red Lake - Red Rock - Relessey - Renfew - Renfrew Junction - Renton - Restoule - Rhineland | - Richard's Landing - Richardson - Richmond - Richmond Hill - Rideau Ferry - Ridgetown - Ridgeville - Ridgeway - Rimington - Ripley - Ritchance - Riverview - Riverview Heights - Riviera Estate - Rivière-Veuve - Robbtown - Robertson's Shore - Robin Landing - Roche's Point - Rockcut - Rockdale - Rockfield - Rockford | - Rockingham - Rockland - Rock Mills - Rockport - Rocksprings - Rockwood - Rocky Saugeen - Rodney - Roebuck - Rolphton - Ronaldson - Rosebank - Rosedale - Rose Hill - Rosemont - Roseneath - Rosetta - Rosline - Rossclair - Rossport - Rothwell's Shore - Rush Point - Ruskview - Russell - Rutherford - Rutherglen - Ruthven - Rutter - Rydal Bank |

## S
| - Sable - Sabourins Crossing - Saganaga Lake - Saginaw - Sahanatien - Saintfield - Salem, Bruce County - Salem, Dufferin County - Salem, Durham Regional Municipality - Salem, Frontenac County - Salem, Northumberland County - Salem, Wellington County - Salford - Salisbury - Salmon Point - Salmontville - Saltford - Sam Lake - Sandford - Sand Banks - Sand Bay Corner - Sandcastle Beach - Sandfield - Sandringham - Sandy Hill - Sandy Lake - Sans Souci - Sarepta - Sarnia - Sauble Beach - Sauble Beach North - Sauble Beach South - Sauble Falls - Saugeen - Sault Ste. Marie - Savant - Schipaville - Scone - Scotch Block - Scotch Bush - Scotch Corners - Scotia | - Scotland - Scugog - Scugog Centre - Schomberg - Schreiber - Sebright - Seagrave - Seaforth - Seeley - Seeleys Bay - Seguin - Selby - Selkirk - Selton - Selwyn - Senecal - Seouls Corner - Seven Mile Narrows - Severn Bridge - Severn Falls - Shady Nook - Shakespeare - Shallow Lake - Shamrock - Shannon Hall - Shannonville - Shanty Bay - Sharbot Lake - Sharon - Shebandowan - Shebeshekong - Shedden - Sheffield - Shelburne - Sherwood - Sherwood Springs - Shetland - Shillington - Shiloh - Shouldice - Shrigley - Siberia - Silver Creek - Silver Dollar - Silver Hill - Simcoe - Simpson Corners - Singhampton - Sioux Lookout - Sioux Narrows | - Skerryvore - Skipness - Slate Falls - Sleeman - Smithdale - Smiths Falls - Smithville - Smooth Rock Falls - Snelgrove - Snowball - Snow Road Station - Snug Harbour - Snug Haven - Sodom - Sonya - Soperton - South Augusta - South Beach - South Branch - Southcott Pines - South Crosby - South Dummer - South March - South Middleton - South Monaghan - South River - South Wilberforce - Southampton - Sowerby - Spanish - Sparkle City - Sparta - Speedside - Spence - Speyside - Spicer - Spier - Spring Bay - Springbrook - Springfield - Springford - Springhill - Springmount - Springvale - Spring Valley - Springville - Springwater - Squire - Squirrel Town - St. Agatha | - St. Albert - St. Andrews - St. Anns - St. Augustine - St. Bernardin - St. Catharines - St. Charles - St. Clair Beach - St. Clements - St. Cloud - St. Columban - St. David's, Niagara Regional Municipality - St. Davids, Prescott and Russell United Counties - St. Elmo, Muskoka District Municipality - St. Elmo, Stormont, Dundas and Glengarry United Counties - St. Eugene - St. Felix - St. George - St. Helens - St. Isidore - St. Jacobs - St. Joachim - St. Johns, Brant County - St. Johns, Niagara Regional Municipality - St. Joseph - St. Joseph, Huron County - St. Joseph Island - St. Marys - St. Ola - St. Williams - Stonebrook - Stones Corners - St. Pascal Baylon - St. Pauls - St. Pauls Station - St. Raphaels - St. Thomas - St. Williams - Stamford - Stanleydale - Stanton - Stayner - Ste-Anne-de-Prescott - Stella - Ste-Rose-de-Prescott - Stevensville - Stewarttown - Stinson | - Stirling - Stirling Falls - Stittsville - Streetsville - Stonebrook - Stonecliffe - Stonehart - Stones Corners - Stoney Creek - Stoney Point - Stories - Storms Corners - Stouffville - Strange - Stratford - Strathavon - Strathmore - Strathroy - Streetsville - Stroud - Sturgeon Falls - Sturgeon Point - Sudbury - Sulphide - Summerhill - Summers Corners - Sunderland - Sundridge - Sunfish Lake - Sunnidale - Sunnidale Corners - Sunny Slope - Sunrise Beach - Sunset Bay Estates - Sunset Beach - Sunset Corners - Sutton - Swan Crossing - Swansea - Swastika - Sweets Corners - Swindon - Swinton Park - Switzerville - Sydenham, Frontenac County - Sydenham, Grey County - Sylvan Valley |

## T
| - Taits Beach - Talbot - Talbotville Royal - Taltock - Tamarack - Tamworth - Tanglewood Beach - Tannery - Tansley - Tansleyville - Tapley - Tapleytown - Tara - Tarbert - Tartan - Tarzwell - Tatlock - Tauton - Tavistock - Tay - Taylor - Taylorwoods | - Tayside - Tecumseh - Teeswater - Teeterville - Temiskaming Shores - Temperanceville - Terrace Bay - Terra Cotta - Terra Nova - Tichborne - Thamesford - Thamesville - The Blue Mountains - The Gully - The Slash - Thedford - Tennyson - Thessalon - Teston - Thistle | - Thompson Hill - Thorah Beach - Thornbury - Thorndale - Thornhill - Thorold - Thorpe - Throoptown - Thunder Bay - Tichborne - Tilbury - Tilley - Tillsonburg - Timmins - Tincap - Tintern - Tiverton - Toanche - Tobacco Lake - Tobermory - Tomelin Bluffs | - Toledo - Tolmie - Topcliff - Tormore - Toronto - Torrance - Tory Hill - Tottenham - Townsend - Tralee - Tramore - Traverston - Treadwell - Trenton - Trent River - Trevelyan - Tullamore - Turbine - Turkey Point - Turner - Turtle Lake - Tweed - Tyrone |

## U
| - Udney - Udora - Uffington - Ufford - Uhthoff - Ullswater - Umfreville - Underwood - Uneeda | - Ungers Corners - Union, Elgin County - Union, Essex County - Union, Leeds and Grenville United Counties - Union Creek | - Union Hall - Uniondale - Unionville - Uphill - Uplands - Upper - Upper Paudash | - Upsala - Uptergrove - Ursa - Utica - Utopia - Utterson - Uttoxeter - Uxbridge |

## V
| - Val Caron - Val Côté - Val Gagné - Val Harbour - Val Rita - Val Thérèse - Valens - Valentia - Vallentyne - Van Allens - Vandeleur | - Vanessa - Vanier - Vankleek Hill - Vansickle - Varney - Vanzant's Point - Vaughan - Vellore - Vennachar - Ventry - Verner - Verona | - Vermilion Bay - Vernon Shores - Vernonville - Verulam Township - Vesta - Vickers - Victoria Square - Village Lanthier | - Vinegar Hill - Vineland - Violet - Violet Hill - Virginiatown - Vittoria - Vroomanton |

## W
| - Waba - Wabigoon - Wabos - Wabozominissing - Waddington Beach - Wade's Landing - Wagarville - Wagram - Wahawin - Wahnapitae - Wahnapitae First Nation - Wahta Mohawk Territory - Wahwashkesh Lake - Wainfleet - Waldau - Waldemar - Walden - Walford - Waker Woods - Walkers - Walkers Point - Walkerton - Walkerville - Wallace, Nipissing District - Wallace, Perth County - Wallaceburg - Wallace Point - Wallbridge - Wallenstein - Walls - Walnut - Walpole Island - Walsh - Walsingham - Walters Falls - Walton - Waneeta Beach - Wanikewin - Wanstead - Wanup | - Warburton - Ward - Wardsville - Wareham - Warina - Warings Corner - Warkworth - Warminster - Warner - Warren - Warsaw - Wartburg - Warwick - Wasaga Beach - Washagami - Washago - Washburn - Washburn Island - Washburns Corners - Washington - Wasing - Watercombe - Waterdown - Waterfall - Waterford - Waterloo - Waterton - Watford - Watsons - Watsons Corners - Wattenwyle - Waterson Corners - Waubamik - Waubaushene - Waubuno - Waudby - Waupoos - Waupoos East - Waupoos Island - Wavecrest - Wavell - Waverley | - Waverley Beach - Wawa - Wayside - Webbwood - Webequie First Nation - Welbeck - Welcome - Welland - Wellesley - Wellington - Wellington North - Wendake Beach - Wendover - Werner Lake - Weslemkoon - Wesley - West Corners - West Essa - West Guilford - West Huntingdon - West Huntingdon Station - West Lake - West Lorne - Westmeath - Westminster, Middlesex County - Westminster, Prescott and Russell United Counties - West McGillivray - West Montrose - Westport - Westview - Westwood - Wharncliffe - Wheatley - Whitby - Whitchurch-Stouffville - White River - Whitestone - Whitfield - Whitney - Whittington - Wiarton - Wick | - Wicklow - Windham Centre - Wilberforce - Wilcox Corners - Wildwood - Wilfrid - Wilkinson - Williamsford - Williamsport - Williamstown - Williscroft - Willowbank - Wilmot Creek - Wilsonville - Wilstead - Wilton - Winchester - Windermere - Windham Centre - Windsor - Wingham - Winisk - Winona - Winslow - Wisawasa - Wodehouse - Woito - Wolftown - Wolseley - Woodbridge - Woodington - Woodrous - Woods - Woods Bay - Woodstock - Woodville - Woodward Station - Wooler - Wrightmans Corners - Wroxeter - Wyebridge - Wyecombe - Wyevale - Wyoming |

## Y
| - Yarker - Yarmouth Centre - Yatton - Yearley | - Yellek - Yelverton - Yeovil - Yerexville - Yonge Mills | - York, Haldimand County - York, Toronto - York River - Young's Cove | - Young's Point - Youngstown - Youngsville - Yule |

## Z
| - Zadow - Zealand - Zenda - Zephyr - Zimmerman | - Zion, Ashfield-Colborne-Wawanosh, Huron County - Zion, Grey County - Zion, Kawartha Lakes - Zion, Northumberland County | - Zion, Peterborough County - Zion, South Huron, Huron County - Zion Line - Ziska | - Zorra Station - Zuber Corners - Zurich |